# Beloiannisz
Beloiannisz (griechisch Μπελογιάννης) ist eine ungarische Gemeinde im Kreis Dunaújváros im Komitat Fejér. Der Ort hat gegenwärtig gut 1100 Einwohner (Stand 2011) und gilt als Zentrum des Griechentums in Ungarn.

## Geografische Lage
Beloiannisz liegt 39 Kilometer südwestlich des Zentrums der ungarischen Hauptstadt Budapest und 25 Kilometer nordwestlich der Kreisstadt Dunaújváros. Nachbargemeinden sind Besnyő, Iváncsa, Ercsi-Sinatelep und Pusztaszabolcs.

## Geschichte
Die Gegend um Beloiannisz war einst im Besitz des griechisch-österreichischen Unternehmers Simon von Sina und seiner Nachfahren und wurde 1945 enteignet. Während des griechischen Bürgerkriegs nahm Ungarn griechische Flüchtlinge auf. Am 6. Mai 1950 durften sie mit der Errichtung eines eigenen Dorfes beginnen, für das ihnen dieses Gebiet zur Verfügung gestellt wurde. Sie gründeten Görögfalva (Griechendorf), das am 3. April 1953 in Beloiannisz (nach Nikos Belogiannis) umbenannt wurde. 
Nach dem Ende der Junta 1974 und spätestens ab 1982 (Änderung des Staatsbürgerschaftsgesetzes in Griechenland) emigrierte ein Teil der Bevölkerung nach Griechenland und andere Länder der damaligen EG. Der Großteil der verbliebenen Griechen ist assimiliert. Mit Zustimmung der griechisch-orthodoxen Metropolie in Wien wurde 1996 die griechisch-orthodoxe Kirche St. Konstantin gebaut, sie befindet sich im gleichnamigen Park. Heute geben 23,4 Prozent der Einwohner an, Griechen zu sein.

## Sehenswürdigkeiten
- Denkmal der Freiheitsmärtyrer (A szabadság mártírjainak), erschaffen 1996 von Achilleasz Dimitriosz
- Griechisch-orthodoxe Kirche Szent Demeter, Szent Konstantin és Szent Heléna
- Relief von Nikos Belogiannis (Nikosz Beloiannisz-dombormű), erschaffen 1952 von Agamemnon Makrisz

## Verkehr
Beloiannisz ist nur über die Nebenstraße Nr. 62108 zu erreichen, westlich der Gemeinde verläuft die Autobahn M6. Ein Kilometer südwestlich befindet sich der Bahnhof von Iváncsa an der Bahnlinie Budapest–Pusztaszabolcs. Busse aus Besnyő und Dunaújváros halten im Ort, wobei die Bahn eine größere Rolle spielt. 

## Bilder

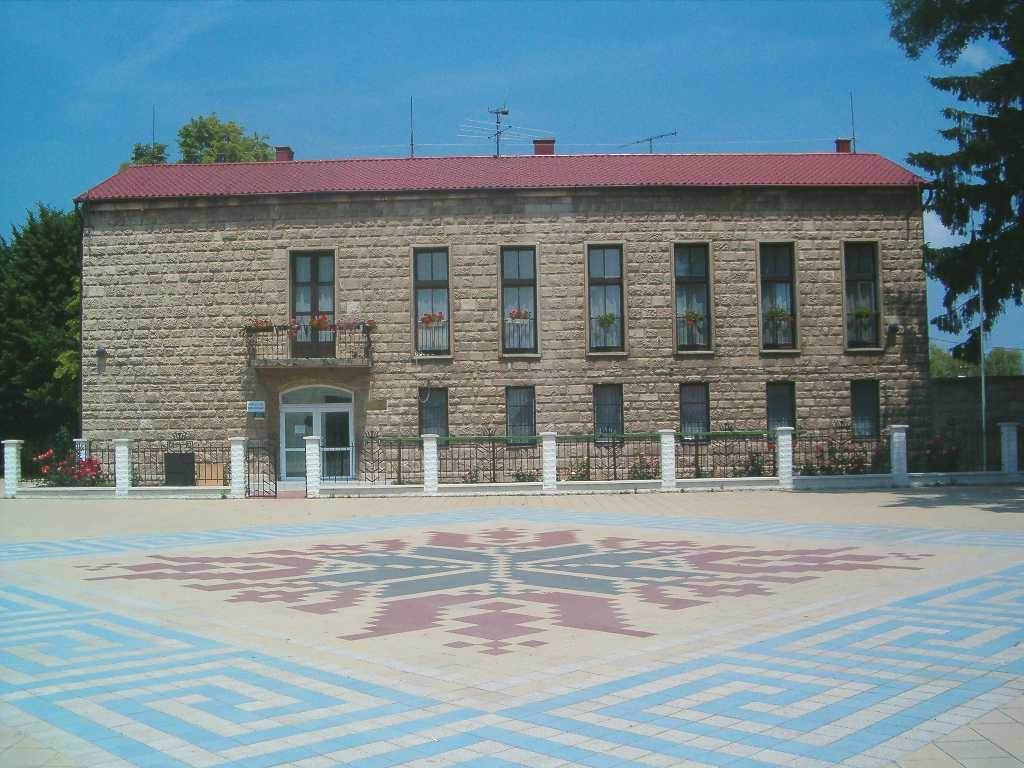
Gemeindebibliothek
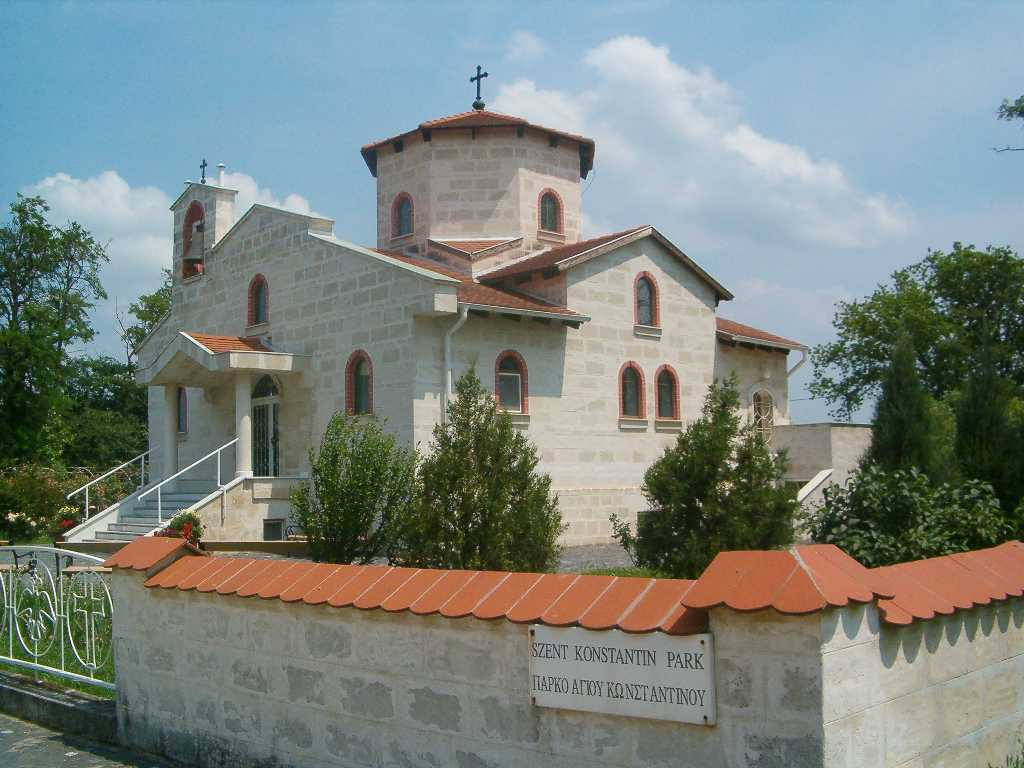
Griech.-orth. Kirche
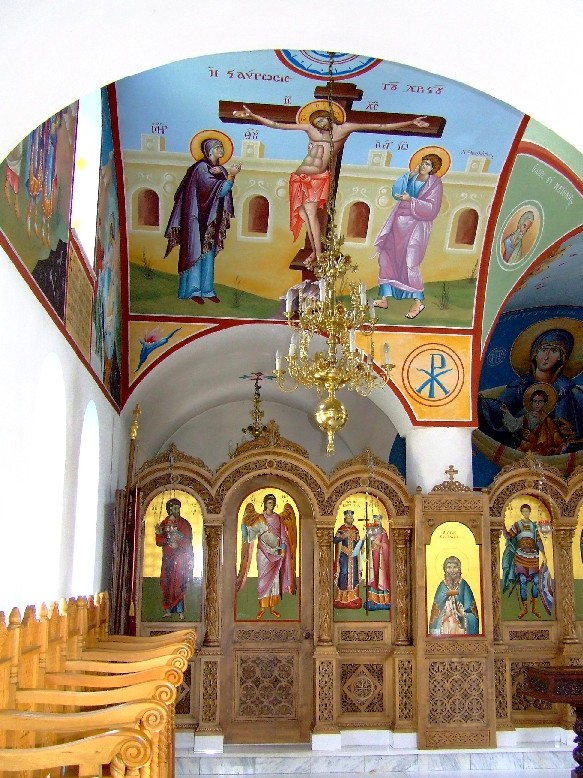
Innenraum der Kirche
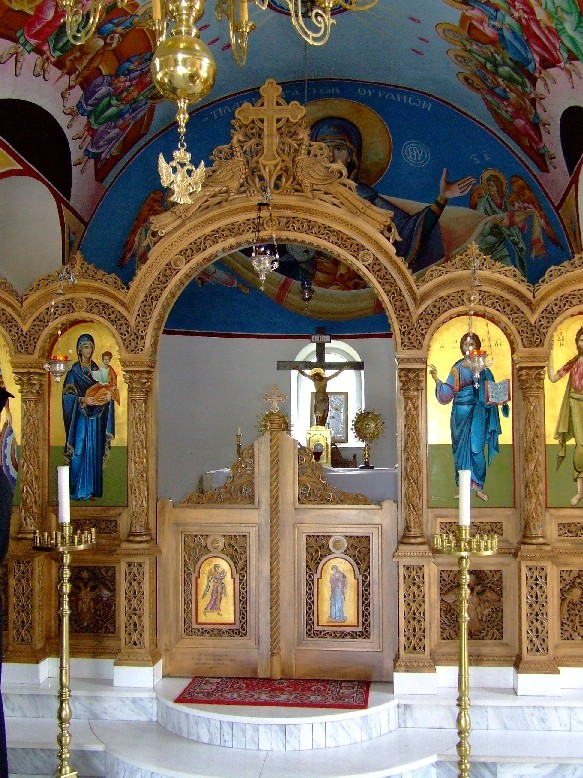
Blick auf den Altarraum